# Мичуринский проспект (станция метро, Солнцевская линия)
«Мичу́ринский проспе́кт» — станция Московского метрополитена на Солнцевской линии. Расположена в районе Раменки (ЗАО); названа по одноимённому проспекту. Открыта 30 августа 2018 года, как и планировалось, в составе участка «Раменки» — «Рассказовка». Колонная трёхпролётная станция мелкого заложения с одной островной платформой. Связана пересадкой с одноимённой станцией на Большой кольцевой линии. Первая полуподземная станция в Московском метрополитене.

## История
Впервые станция «Мичуринский проспект» появилась на перспективных планах развития Московского метрополитена в 1965 году вместе с первым проектом Солнцевского радиуса. Станция изначально проектировалась как пересадочная на Большую кольцевую линию.
Изначально строительство предполагалось в месте пересечения Мичуринского проспекта с улицей Лобачевского, на северо-восточной стороне перекрёстка. Было предусмотрено строительство двух подземных вестибюлей под Мичуринским проспектом, причём южный вестибюль, расположенный под перекрёстком Мичуринского проспекта и улицы Лобачевского, в перспективе должен был стать объединённым вестибюлем для станций обеих линий. Однако в 2013 году над перекрёстком была построена эстакада, в результате чего строительство пересадочного узла в данном месте стало невозможным.

### Ход строительства
АО «Мосинжпроект» — управляющая компания по строительству станции метро.
- Октябрь 2013 года — апрель 2014 года. Подготовительные, геологоразведочные работы на старом месте станции.
- Май 2014 года. Начались геологоразведочные работы на новом месте станции, «Трансинжстрой» отказался от строительства станции.
- Декабрь 2014 года. Новый подрядчик, ООО «ИБТ», готовит площадку к началу строительства. Осуществляется вырубка деревьев и кустарников (ООО «Кипарис»), ведётся ограждение стройплощадки. Начата вертикальная планировка стройплощадки.
- Июнь 2015 года. Начат перенос инженерных коммуникаций с площадки, на которой расположится станция. Вынесены линии электропередач, продолжается вынос газопровода высокого давления и коллектора[7].
- Сентябрь 2016 года. Начато строительство тоннеля от станции «Раменки» до станции «Мичуринский проспект».
- Октябрь 2016 года. Начато строительство надземного пешеходного перехода к будущей одноимённой станции Большой кольцевой линии[8].
- Ноябрь 2016 года. Готовность станции составляет 60 %[9].
- 25 января 2017 года. Завершилась проходка левого тоннеля от станции «Раменки» до «Мичуринского проспекта»[10].
- 17 февраля 2017 года. Началась проходка правого тоннеля от станции «Раменки» до «Мичуринского проспекта»[11].
- 15 марта 2017 года. На станции начались отделочные работы[12].
- 6 июня 2017 года. Завершилась проходка правого тоннеля от станции «Раменки» до «Мичуринского проспекта»[13].
- 7 июня 2017 года. На станции начался монтаж декоративных металлоконструкций на колонны и стены[14].
- 12 июля 2017 года. Ведётся строительство второго и третьего уровней станции, вестибюлей и надземного перехода; архитектурно-отделочные работы, монтаж систем и устройство верхнего строения пути[15].
- 3 октября 2017 года. Закончен монтаж панорамных стёкол, строительство и отделка станционной платформы[16].
- 22 февраля 2018 года. Началась установка декоративных панелей на восточной путевой стене станции[17].
- 23 марта 2018 года. Завершён монтаж декоративных панелей на восточной путевой стене станции[18].
- 21 июня 2018 года. Состоялся технический пуск Солнцевского радиуса от станции «Раменки» до станции «Рассказовка».
- Август 2018 года. Проезд габарита и пробного поезда по станции.
- 25 августа 2018 года. Подключение станции к ранее действующему участку Солнцевской линии.

| - Строительство станции. Февраль 2018 года |

### Открытие станции
Станция открылась 30 августа 2018 года в составе участка «Раменки» — «Рассказовка», после ввода в эксплуатацию которого в Московском метрополитене стало 222 станции.

## Расположение и вестибюли

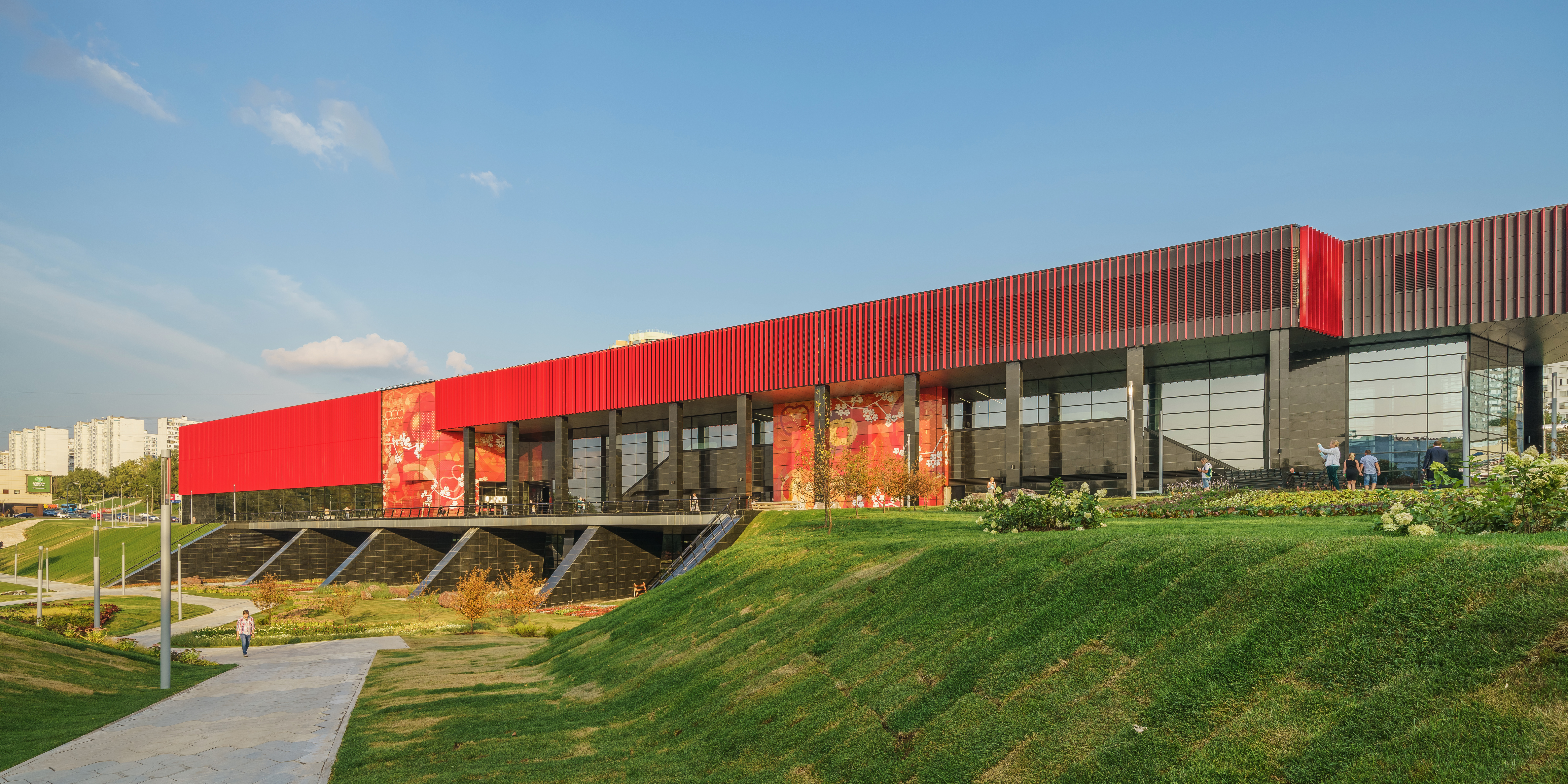
Вид станции со стороны парка

Окончательное местоположение будущая станция получила в мае 2014 года: она расположилась вдоль Мичуринского проспекта, на его пересечении с улицей Удальцова в 36-м микрорайоне Раменок; между станциями «Раменки» и «Озёрная». Территория около станции является особо охраняемой природной зоной, на которой невозможно никакое строительство: здесь планируется устроить сквер с лавочками и прогулочными зонами.
Станция имеет два вестибюля, из которых можно попасть на обе стороны Мичуринского проспекта и на улицу Удальцова. Первый вестибюль расположился на чётной стороне Мичуринского проспекта и встроен в здание станции, второй — на нечётной стороне Мичуринского проспекта и представляет собой отдельное одноэтажное здание, которое является общим вестибюлем для станций Солнцевской и Большой кольцевой линий. Вестибюли соединены надземным крытым пешеходным мостом, попасть на который можно со второго уровня станции. Мост также выполняет функцию надземного пешеходного перехода: с его помощью пешеходы могут пересечь Мичуринский проспект, не заходя в метро.
На базе станции будет организован транспортно-пересадочный узел «Мичуринский проспект», который включит в себя две станции метро и перроны высадки-посадки пассажиров наземного общественного транспорта, а также жилые, торговые и деловые строения площадью около 85000 м². Первый этап строительства ТПУ, включающий в себя технологическую его часть, планировалось завершить к открытию станции Солнцевской линии, второй — в 2021 году.
С 12 мая 2019 года по 7 декабря 2021 года для строительства одноимённой станции Большой кольцевой линии был закрыт южный вестибюль, на вход и выход работал только северный вестибюль.
| - Панорама строящейся станции. Июнь 2018 года |

## Архитектура и оформление
Колонная трёхпролётная станция мелкого заложения. В связи с перепадом высот вдоль Мичуринского проспекта станцию было решено строить полуподземной (частично — мелкого заложения, большая часть — крытой наземной). В Европе это уже не первая станция подобного рода конструкции. Аналогичным образом в 1994 году были сооружены станции «Гурка» и «Зличин» в Пражском метрополитене. В России первая полуподземная станция (другого типа) — «Речной вокзал» в Новосибирском метрополитене, которая была открыта в 1986 году.
Станция является трёхуровневой: на первом уровне размещаются пути и пассажирская платформа, на втором организована смотровая площадка, на третьем — служебные и технические помещения. Платформенный уровень выполнен в монолитных железобетонных конструкциях, с шириной островной платформы 14 м, высотой в конструкции от уровня платформы до низа перекрытия 6,2—6,6 м. Между нижними двумя уровнями можно перемещаться при помощи шести эскалаторов, расположенных в центре платформы. Смотровая площадка представляет собой панорамный балкон, опирающийся на видовые контрфорсы и связанный пешеходными дорожками с парком в долине реки Очаковки. Кроме того, вдоль части западной путевой стены станции размещены витражные проёмы на всю высоту, которые обеспечивают панорамный вид на парк непосредственно со станционной платформы.
Оформление содержит отсылки к деятельности биолога Ивана Владимировича Мичурина, в честь которого был назван проспект, давший имя станции. Грани колонн украшены силуэтами цветущих ветвей и плодов. В отделке станции использованы гранит, глазурованная керамика, стекло, сталь, алюминий. Фасад станции украшен сделанной трёхметровыми светящимися буквами надписью «Мичуринский проспект», общей длиной 196 м. Эта надпись одновременно обозначает как название станции, так и название проспекта, на котором она расположена.
| - Станционный путевой зал - Центральный зал - Посадочная платформа - Поезд 81-760/761 «Ока» на станции |

| - Путевая стена - Название станции на путевой стене - Путевая стена с витражным проёмом - Вид на парк со станции |

| - Эскалаторы - Эскалаторы на подъём - Эскалаторы на спуск - Эскалаторы, вид вверх |

| - Переход между вестибюлями - Переход на станцию с одноимённой станции Большой кольцевой линии с проходом по мосту - Мост надземного перехода над Мичуринским проспектом между вестибюлями |

## Наземный общественный транспорт
На этой станции можно пересесть на следующие маршруты городского пассажирского транспорта:
- Автобусы: м17, 120, 325, 661, 715